# Discriminación por edad
La discriminación por edad o edadismo es la discriminación contra personas o colectivos por motivo de edad. Engloba una serie de creencias, normas y valores que justifican la discriminación de las personas según su edad. Otros términos no recomendados, pero empleados en ocasiones, han sido el préstamo inglés ageism (de age, ‘edad’, y el sufijo -ism), edaísmo (sin una segunda «d»), viejismo, ancianismo,[cita requerida] gerontofobia o etarismo.
El término ageism (edadismo, en español) fue acuñado en 1968 por el gerontólogo y psiquiatra Robert Butler para referirse a la discriminación contra las personas mayores. Butler definió al «edadismo» como una combinación de tres elementos conectados. Entre ellos se encuentran las actitudes perjudiciales hacia las personas mayores, la vejez y el proceso de envejecimiento; prácticas discriminatorias contra las personas mayores; y prácticas institucionales y políticas que perpetúan los estereotipos sobre las personas mayores.
Si bien el término también se usa con respecto a prejuicios y discriminación contra adolescentes y niños, como negarles ciertos derechos (por ejemplo, votar), o ignorar sus ideas porque se los considera «demasiado jóvenes» o asumir que deben comportarse de cierta manera por su edad, se prefiere el término adultocentrismo para referirse a estos conflictos, mientras que el término ageism o edadismo se usa predominantemente en relación con el tratamiento de las personas mayores. 
Con respecto a este último, se ha señalado que la estigmatización no solo se produce fuera del grupo cohesivamente imaginado de los ancianos, sino que también tiene lugar dentro del propio grupo estigmatizado. El miedo a la muerte y el miedo a la discapacidad y la dependencia son las principales causas del edadismo. Evitar, segregar y rechazar a las personas mayores son mecanismos de afrontamiento que permiten a las personas evitar pensar en su propia mortalidad.Asimismo, actualmente se trabaja en prevenir el edadismo entre los profesionales sanitarios desde sus etapas formativas.

## Conducta ante las personas mayores y jóvenes

### Teoría del desapego
La teoría del desapego, desarrollada por Elaine Cumming y William E. Henry, indica que, a medida que el sujeto envejece, se produce una reducción de su interés vital por las actividades y objetos que lo rodean, lo cual va generando un sistemático apartamiento de toda clase de interacción social.
Según estos autores, este proceso es normal en el desarrollo del individuo y además de ser buscado y deseado por él, pues el distanciamiento afectivo se supone que lo protege de confrontaciones con objetos y situaciones de difícil resolución. De esta teoría se desprende que la conducta aconsejable a seguir con adultos mayores por parte de familiares, profesionales, etc. es la de favorecer un proceso de alejamiento de sus actividades como un paso de preparación necesaria para la muerte. La vejez sería, entonces, un período de descenso, de imposibilidad de aprender, de desapego de vínculos y de autoexclusión.[cita requerida]

## Legislación

### Canadá
En Canadá, el Artículo 718.2, (a)(i), del Código Penal define como una circunstancia agravante que existan, entre otras circunstancias, «pruebas que el delito fue motivado por… la edad».

### Estados Unidos
Aunque cada estado de los Estados Unidos tiene sus propias leyes respecto a la discriminación por motivos de edad, existen también leyes federales.

### Unión Europea
El Tratado de la Unión Europea establece que la protección contra la discriminación por motivos de nacionalidad, género, origen racial o étnico, religión o creencia, discapacidad, edad u orientación sexual es un derecho fundamental de la ciudadanía de la UE. El Artículo 21-1 de la Carta de los Derechos Fundamentales de la Unión Europea de la Unión Europea «prohíbe toda discriminación, y en particular la ejercida por razón de (…) edad (…).»
Asimismo, la Directiva Marco 2000/78/EC prohíbe la discriminación por motivo de edad en el entorno laboral.

### Consejo de Europa
La Convención Europea de Derechos Humanos en su artículo 14 y su Protocolo N.º 12 prohíben la discriminación por «sexo, raza, color, lengua, religión, opiniones políticas u otras, origen nacional o social, pertenencia a una minoría nacional, fortuna, nacimiento o cualquier otra situación». Las últimas palabras incluyen la discriminación por edad. La violación de estos preceptos por los Estados que han ratificado dichos tratados puede ser denunciada ante el Tribunal Europeo de Derechos Humanos ubicado en Estrasburgo.

## En la cultura popular

### En el cine
Muchas películas han abordado el tema de la discriminación por edad. Por ejemplo:
- La sustancia, película estadounidense del 2024, dirigida por Coralie Fargeat.